# バチェロレッテ・パーティー

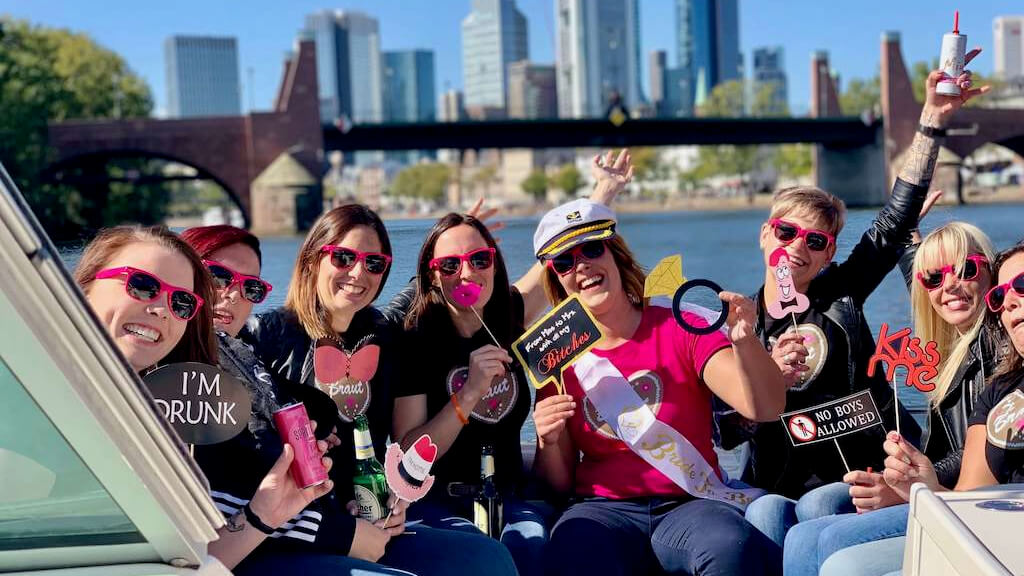
パーティーボートでバチェロレッテ・パーティーをする女性たち

バチェロレッテ・パーティー（英: Bachelorette party）とは、結婚する女性のために開かれる宴のこと。「バチェロレッテ」とは未婚女性を意味し、既婚歴のない未婚男性を意味する「バチェラー」（Bachelor）から派生したアメリカ英語である。

## 解説
バチェロレッテ・パーティーはアメリカやカナダで用いられる言葉で、イギリスやアイルランドではヘン・パーティー（hen party）の用語が使われることが多い（hen＝雌の鶏）。バチェロレッテ・パーティーは、「ヘンズ・ナイト」「スタゲット（stagette）」「ガール・ナイト・アウト」といった名前で呼ばれることもある。この宴の参加者は、すべてが女性であることが多い。この宴が自宅で開かれる場合は、下着や性具のような製品を見せ合ったり、様々な宴会ゲームが行われたりもする。またこの宴のためのピニャータ、手錠、性具などを含む飾りや商品を売る企業も存在する。
場合によっては、ラスベガスや他の歓楽都市まで旅行するバチェロレッテ・パーティーも行われるが、多くの場合、地元のバーや自宅で開催される。あるサイト（Bachelorette.com）の推測では、男性ストリッパーが関わっているバチェロレッテ・パーティーは、20%に満たないとのこと。ほとんどの宴で行われるのは、大人のゲーム、飲み会、世間話などである。
アメリカでは、複数の人間で一夜に何件もの店を飲み歩く「バーツアー」と、日本で言う借り物競争のような「スカベンジャーハント」の合体版と言えるものを行う宴が一般的となってきている。その場合、猥褻・官能的な趣向が組み込まれることが多い。まもなく結婚する女性は、例外なく決まった服装を身にまとう。そのため、バーにいる誰もがバチェロレッテ・パーティーの主役が誰であるかを理解することができる。ウェディングベールやTシャツを着用することが多く、そこにその日宴の参加者が出会う男性たちからのサインを受ける。その宴の主役は深夜には泥酔することが多い。その宴の出席者である友や、その日出会った男性たちに次々と酒をおごられるからである。